# Maria Krysztofiak-Kaszyńska
Maria Krysztofiak-Kaszyńska (* 1946 in Posen) ist eine polnische Übersetzungswissenschaftlerin und Übersetzerin. Sie lehrt seit 1997 als Professorin an der  Adam-Mickiewicz-Universität Posen. Ihr Forschungsschwerpunkt ist die Translationswissenschaft aus literatur- und kulturwissenschaftlicher Perspektive.

## Forschung
Maria Krysztofiak-Kaszyńska promovierte im Jahr 1978 zum Thema: „Der Roman als Diagnose der Gesellschaft. Individuum und Gesellschaft in den Romanen des dänischen Schriftstellers Klaus Rifbjerg“. Im Jahr 1986 habilitierte sie zur Thematisierung der Okkupationszeit im dänischen Gegenwartsroman. Seit 1997 ist sie ordentlicher Professor an der Adam-Mickiewicz-Universität in Posen. Sie ist Leiterin des Seminars für Komparatistik und Theorie der literarischen Übersetzung am Institut für Germanistik der Universität Posen. Ihre Forschungsschwerpunkte sind literarisches Übersetzen, Allgemeine und Vergleichende Literaturwissenschaft, germanistische Literaturwissenschaft und die Geschichte der Skandinavische Literatur. Sie lehrt zum Übersetzen, der Komparatistik, der Neuere Deutsche Literatur sowie zur Nordistik/Niederlandistik.

## Auszeichnungen und Stipendien
- Nagroda Ministra Edukacji Narodowej: 1977, 1986, 1986.
- Nagroda Rektora UAM: 1992, 1997, 2001, 2006, 2011, 2012.
- Stypendium Fundacji Alexandra von Humboldta, Bonn, Kilonia, 1984.

## Mitgliedschaft in Organisationen und wissenschaftlichen Gesellschaften
- Internationale Vereinigung für Germanische Sprach- und Literaturwissenschaft (IVG)
- International Association for Scandinavian Studies (IASS)
- Vetenskaps-Societeten i Lund
- Österreichische Gesellschaft für Germanistik
- Poznańskie Towarzystwo Przyjaciół Nauk
- Societas Humboldtiana Polonorum
- Mitteleuropäischer Germanistenverband

## Werke

### Aufsätze
- Österreich in den Gedichten von Gerhart Fritsch, in: Der Schriftsteller und der Staat, Lublin 1999, S. 185–196.
- Den narrative komposition i Peer Hultbergs roman "Praeludier", in: Fortaellingen i Norden efter 1960, Aalborg 2002, S. 231–238.
- Ist die Heiterkeit mit Glück gleichzusetzen?, in: Das glückliche Leben – und die Schwierigkeit, es darzustellen, Wien 2002, S. 209–218.
- Imagologische Stereotype und ihre Sprachbilder in der Translation, in: Convivium 2006, S. 121–132.

### Monographien
- Powieść jako diagnoza społeczna (1981)
- Die Thematisierung der Okkupationszeit im dänischen Gegenwartsroman (1985)
- Dzieje literatury duńskiej (1985, zusammen mit Stefan H.Kaszyński)
- Przekład literacki a translatologia (1999)
- Przewodnik po literaturach skandynawskich, Poznań 2000
- Skandinavien und Mitteleuropa (2005)

### Übersetzungen
- Peter Seeberg: Pasterze (Roman, 1975)
- Klaus Rifbjerg: Sobowtór (Roman, 1985)
- Dorrit Willumsen: Maria (Roman, 1999)
- Peer Hultberg:Preludia (Roman, 2002)
- Manfred Osten: "Lucyferowy pośpiech" czyli Goethe odkrywa zalety powolności (Essayband, 2005)

### Als Herausgeberin
- Opowieści znad Sundu (Prosaanthologie, 1974)
- Dansk litteratur (Literaturauswahl, 1982)
- Probleme der literarischen Übersetzung (2003)
- Ästhetik und Kulturwandel in der Übersetzung (2008)